# Tonteddu '80
Tonteddu '80 è un album di Benito Urgu, uscito solo su musicassetta nel 1980. L'album raccoglie delle gag registrate in studio e la celebre Sexy Fonni, parodia del brano Je t'aime... moi non plus di Jane Birkin e Serge Gainsbourg. Le gag comiche sono state recitate da Benito Urgu e Antonello Martinez.

## Tracce
1. Tonteddu '80 (parte prima)
2. Sexy Fonni (G. Medas - B. Urgu)
3. Tonteddu '80 (parte seconda)